# Elkalyce herii
Elkalyce herii är en fjärilsart som beskrevs av Grinnell 1901. Elkalyce herii ingår i släktet Elkalyce och familjen juvelvingar. Inga underarter finns listade i Catalogue of Life.